# Список Нобелівських лауреатів
Нобелівську премію (швед. Nobelpriset, норв. Nobelprisen) щорічно присуджують Шведська королівська академія наук, Каролінський інститут та Норвезький Нобелівський комітет особам та організаціям, які здійснили видатний внесок в галузях хімії, фізики, літератури, миру та фізіології й медицини. Вони були встановлені в 1895 році шведським підприємцем, винахідником та філантропом Альфредом Бернардом Нобелем. Нобелівська премія з економіки встановлена у 1968 році Банком Швеції, призначена для дослідників у галузі економіки.

## Лауреати
| Рік  | Фізика                                                                     | Хімія                                                      | Фізіологія медицина                                              | Література                                   | Миру | Економіка                                                               |
| ---- | -------------------------------------------------------------------------- | ---------------------------------------------------------- | ---------------------------------------------------------------- | -------------------------------------------- | --- | ----------------------------------------------------------------------- |
| 1901 | Вільгельм Конрад Рентген                                                   | Якоб Гендрік Вант-Гофф                                     | Еміль Адольф фон Берінг                                          | Сюллі-Прюдом                                 | Жан Анрі Дюнан; Фредерик Пассі                                                                               | —                                                                       |
| 1902 | Гендрік Антон Лоренц; Пітер Зееман                                         | Герман Еміль Фішер                                         | Рональд Росс                                                     | Моммзен Хрістіан Матіас Теодор               | Елі Дюкоммен; Шарль Альбер Гоба                                                                              | —                                                                       |
| 1903 | Антуан Анрі Беккерель; П'єр Кюрі; Марія Кюрі                               | Сванте Август Арреніус                                     | Нільс Рюберг Фінзен                                              | Б'єрнстьєрне Б'єрнсон                        | Рандал Вільям Крімер                                                                                         | —                                                                       |
| 1904 | Джон Вільям Стретт (лорд Релей)                                            | Вільям Ремзі                                               | Павлов Іван Петрович                                             | Фредерик Містраль; Хосе Ечеґарай-і-Ейсаґірре | Інститут міжнародного права                                                                                  | —                                                                       |
| 1905 | Філіп Едуард Антон фон Ленард                                              | Адольф фон Байер                                           | Роберт Кох                                                       | Генрик Сенкевич                              | Берта фон Зутнер                                                                                             | —                                                                       |
| 1906 | Джозеф Джон Томсон                                                         | Анрі Муассан                                               | Камілло Гольджі; Сантьяго Рамон і Кахаль                         | Джозуе Кардуччі                              | Теодор Рузвельт                                                                                              | —                                                                       |
| 1907 | Альберт Абрахам Майкельсон                                                 | Едуард Бюхнер                                              | Шарль Луї Альфонс Лаверан                                        | Редьярд Кіплінг                              | Ернесто Теодоро Монета; Луї Рено                                                                             | —                                                                       |
| 1908 | Габрієль Ліппман                                                           | Ернест Резерфорд                                           | Мечников Ілля Ілліч; Пауль Ерліх                                 | Рудольф Крістоф Ойкен                        | Клас Понтус Арнолдсон; Фредрик Байер                                                                         | —                                                                       |
| 1909 | Карл Фердинанд Браун; Гульєльмо Марконі                                    | Вільгельм Оствальд                                         | Еміль Теодор Кохер                                               | Сельма Лагерлеф                              | Огюст Бернарт; Поль д'Етурнель де Констан                                                                    | —                                                                       |
| 1910 | Ян Дидерик ван дер Ваальс                                                  | Отто Валлах                                                | Альбрехт Коссель                                                 | Пауль Гейзе                                  | Міжнародне бюро миру                                                                                         | —                                                                       |
| 1911 | Вільгельм Він                                                              | Марія Кюрі                                                 | Альвар Гульстранд                                                | Моріс Метерлінк                              | Тобіас Ассер; Альфред Герман Фрід                                                                            | —                                                                       |
| 1912 | Нільс Густав Дален                                                         | Франсуа Огюст Віктор Гріньяр; Поль Сабатьє                 | Алексіс Каррель                                                  | Герхард Гауптман                             | Еліу Рут | —                                                                       |
| 1913 | Гейке Камерлінг-Оннес                                                      | Альфред Вернер                                             | Шарль Ріше                                                       | Рабіндранат Тагор                            | Анрі Лафонтен                                                                                                | —                                                                       |
| 1914 | Макс фон Лауе                                                              | Теодор Вільям Річардс                                      | Роберт Барані                                                    | —                                            | — | —                                                                       |
| 1915 | Вільям Генрі Брегг; Вільям Лоренс Брегг                                    | Ріхард Мартін Вільштеттер                                  | —                                                                | Ромен Роллан                                 | — | —                                                                       |
| 1916 | —                                                                          | —                                                          | —                                                                | Вернер фон Гейденстам                        | — | —                                                                       |
| 1917 | Чарльз Гловер Баркла                                                       | —                                                          | —                                                                | Карл Адольф Г'єллеруп; Генрік Понтоппідан    | Міжнародний комітет Червоного Хреста                                                                         | —                                                                       |
| 1918 | Макс Планк                                                                 | Фріц Габер                                                 | —                                                                | —                                            | — | —                                                                       |
| 1919 | Йоганнес Штарк                                                             | —                                                          | Жуль Борде                                                       | Карл Шпіттелер                               | Вудро Вільсон                                                                                                | —                                                                       |
| 1920 | Шарль Едуар Гійом                                                          | Нернст Вальтер Герман                                      | Август Крог                                                      | Кнут Гамсун                                  | Леон Віктор Огюст Буржуа                                                                                     | —                                                                       |
| 1921 | Альберт Ейнштейн                                                           | Фредерік Содді                                             | —                                                                | Анатоль Франс                                | Карл Яльмар Брантінг; Кристиан Ланге                                                                         | —                                                                       |
| 1922 | Нільс Бор                                                                  | Френсіс Вільям Астон                                       | Арчибальд Гілл; Отто Меєргоф                                     | Хасінто Бенавенте                            | Фрітьоф Нансен                                                                                               | —                                                                       |
| 1923 | Роберт Ендрус Міллікен                                                     | Фріц Прегль                                                | Фредерік Бантинг; Джон Маклеод                                   | Вільям Батлер Єйтс                           | — | —                                                                       |
| 1924 | Манне Сігбан                                                               | —                                                          | Віллем Ейнтховен                                                 | Владислав Реймонт                            | — | —                                                                       |
| 1925 | Джеймс Франк; Густав Людвіг Герц                                           | Ріхард Адольф Зігмонді                                     | —                                                                | Бернард Шоу                                  | Остін Чемберлен; Чарлз Дауес                                                                                 | —                                                                       |
| 1926 | Жан Батист Перрен                                                          | Теодор Сведберг                                            | Йоганес Фібігер                                                  | Грація Деледда                               | Арістид Бріан; Густав Штреземан                                                                              | —                                                                       |
| 1927 | Артур Комптон; Чарльз Томсон Різ Вільсон                                   | Генріх Отто Віланд                                         | Юліус Вагнер-Яурегг                                              | Анрі Бергсон                                 | Фердинанд Едуард Бюїссон; Людвиг Квідде                                                                      | —                                                                       |
| 1928 | Річардсон Оуен Віланс                                                      | Адольф Отто Рейнгольд Віндаус                              | Шарль Ніколь                                                     | Сігрід Унсет                                 | — | —                                                                       |
| 1929 | Луї де Бройль                                                              | Артур Гарден; Ганс фон Ейлер-Хельпін                       | Христіан Ейкман; Фредерик Ґоуленд Гопкінс                        | Томас Манн                                   | Френк Біллінгс Келлог                                                                                        | —                                                                       |
| 1930 | Чандрасекара Венката Раман                                                 | Ганс Фішер                                                 | Карл Ландштейнер                                                 | Сінклер Люїс                                 | Натан Седерблюм                                                                                              | —                                                                       |
| 1931 | —                                                                          | Карл Бош; Фрідріх Карл Рудольф Бергіус                     | Отто Генріх Варбург                                              | Ерік Аксель Карлфельдт                       | Лаура Джейн Аддамс; Ніколас М'юррей Батлер                                                                   | —                                                                       |
| 1932 | Вернер Карл Гейзенберг                                                     | Ірвінг Ленгмюр                                             | Чарлз Шеррінгтон; Едгар Дуглас Едріан                            | Джон Голсуорсі                               | — | —                                                                       |
| 1933 | Ервін Шредінгер; Поль Дірак                                                | —                                                          | Томас Гант Морган                                                | Бунін Іван Олексійович                       | Ральф Норман Енджелл                                                                                         | —                                                                       |
| 1934 | —                                                                          | Гарольд Клейтон Юрі                                        | Джордж Віпл; Джордж Майнот; Вільям Мерфі                         | Луїджі Піранделло                            | Артур Гендерсон                                                                                              | —                                                                       |
| 1935 | Джеймс Чедвік                                                              | Фредерік Жоліо-Кюрі; Ірен Жоліо-Кюрі                       | Ганс Шпеман                                                      | —                                            | Карл фон Осецький                                                                                            | —                                                                       |
| 1936 | Віктор Франц Гесс; Карл Девід Андерсон                                     | Петер Дебай                                                | Генрі Дейл; Отто Леві                                            | Юджин Гладстоун О'Ніл                        | Карлос Сааведра Ламас                                                                                        | —                                                                       |
| 1937 | Клінтон Джозеф Девіссон; Джордж Паджет Томсон                              | Волтер Норман Говорт; Пауль Каррер                         | Альберт Сент-Дьйорді                                             | Роже Мартен дю Ґар                           | Роберт Сесіл                                                                                                 | —                                                                       |
| 1938 | Енріко Фермі                                                               | Ріхард Кун[A]                                              | Корней Гейманс                                                   | Перл Бак                                     | Нансенівська міжнародна організація у справах біженців                                                       | —                                                                       |
| 1939 | Ернест Орландо Лоуренс                                                     | Адольф Фрідріх Йоганн Бутенандт;[A] Леопольд Ружичка       | Герхард Домагк[A]                                                | Франс Ееміль Сіланпяя                        | — | —                                                                       |
| 1940 | —                                                                          | —                                                          | —                                                                | —                                            | — | —                                                                       |
| 1941 | —                                                                          | —                                                          | —                                                                | —                                            | — | —                                                                       |
| 1942 | —                                                                          | —                                                          | —                                                                | —                                            | — | —                                                                       |
| 1943 | Отто Штерн                                                                 | Дьєрдь де Хевеші                                           | Генрик Карл Петер Дам; Едуард Адальберт Дойзі                    | —                                            | — | —                                                                       |
| 1944 | Ісидор Рабі                                                                | Отто Ган (хімік)                                           | Джозеф Ерлангер; Герберт Спенсер Гассер                          | Йоганнес Вільгельм Єнсен                     | Міжнародний комітет Червоного Хреста                                                                         | —                                                                       |
| 1945 | Вольфганг Паулі                                                            | Арттурі Ілмарі Віртанен                                    | Александер Флемінг; Ернст Боріс Чейн; Говард Волтер Флорі        | Ґабріела Містраль                            | Корделл Голл                                                                                                 | —                                                                       |
| 1946 | Персі Бріджмен                                                             | Джеймс Самнер; Джон Говард Нортроп; Венделл Мередіт Стенлі | Герман Джозеф Мьоллер                                            | Герман Гессе                                 | Емілі Грін Болч; Джон Релей Мотт                                                                             | —                                                                       |
| 1947 | Едвард Віктор Епплтон                                                      | Роберт Робінсон                                            | Карл Фердинанд Корі; Герті Тереза Корі; Бернардо Альберто Усай   | Андре Жид                                    | Рада друзів на службі суспільству; Американський комітет друзів на службі суспільству                        | —                                                                       |
| 1948 | Патрік Блекетт                                                             | Арне Тіселіус                                              | Пауль Герман Мюллер                                              | Томас Стернз Еліот                           | —[B] | —                                                                       |
| 1949 | Юкава Хідекі                                                               | Вільям Джіок                                               | Вальтер Гесс; Антоніо Еґаш Моніш                                 | Вільям Фолкнер                               | Джон Бойд Орр                                                                                                | —                                                                       |
| 1950 | Сесил Френк Павелл                                                         | Отто Пауль Герман Дільс; Курт Альдер                       | Філіп Хенч; Едуард Кендалл; Тадеуш Райхштайн                     | Бертран Рассел                               | Ральф Банч                                                                                                   | —                                                                       |
| 1951 | Джон Дуглас Кокрофт; Ернест Томас Синтон Волтон                            | Едвін Маттісон Макміллан; Ґленн Теодор Сіборґ              | Макс Тейлер                                                      | Пер Лаґерквіст                               | Леон Жуо | —                                                                       |
| 1952 | Фелікс Блох; Едвард Міллс Перселл                                          | Арчер Джон Портер Мартін; Річард Лоуренс Міллінгтон Сінг   | Зельман Ваксман                                                  | Франсуа Моріак                               | Альберт Швейцер                                                                                              | —                                                                       |
| 1953 | Фріц Церніке                                                               | Герман Штаудінгер                                          | Ганс Адольф Кребс; Фріц Альберт Ліпман                           | Вінстон Черчилль                             | Джордж Маршалл                                                                                               | —                                                                       |
| 1954 | Макс Борн; Вальтер Боті                                                    | Лайнус Полінг                                              | Джон Ендерс; Фредерік Чапмен Роббінс; Томас Гакл Веллер          | Ернест Хемінгуей                             | Управління Верховного комісара ООН у справах біженців                                                        | —                                                                       |
| 1955 | Вілліс Лемб; Полікарп Куш                                                  | Вінсент дю Віньо                                           | Гуґо Теорель                                                     | Галдор Лакснесс                              | — | —                                                                       |
| 1956 | Джон Бардін; Волтер Хаузер Браттейн; Вільям Бредфорд Шоклі                 | Сиріл Норман Гіншелвуд; Семенов Микола Миколайович         | Андре Курнан; Вернер Форсман; Дікінсон Річардс                   | Хуан Рамон Хіменес                           | — | —                                                                       |
| 1957 | Чженьнін Янг; Лі Цзундао                                                   | Александер Тодд                                            | Даніеле Бове                                                     | Альбер Камю                                  | Лестер Пірсон                                                                                                | —                                                                       |
| 1958 | Павло Олексійович Черенков; Ілля Михайлович Франк; Тамм Ігор Євгенович     | Фредерик Сенгер                                            | Джордж Бідл; Едуард Тейтем; Джошуа Ледерберг                     | Пастернак Борис Леонідович[C]                | Домінік Пір                                                                                                  | —                                                                       |
| 1959 | Еміліо Джино Сегре; Оуен Чемберлен                                         | Ярослав Гейровський                                        | Артур Корнберг; Северо Очоа                                      | Сальваторе Квазімодо                         | Філіп Ноель-Бейкер                                                                                           | —                                                                       |
| 1960 | Дональд Артур Глазер                                                       | Віллард Франк Ліббі                                        | Макфарлейн Бернет; Пітер Медавар                                 | Сен-Жон Перс                                 | Альберт Джон Лутулі                                                                                          | —                                                                       |
| 1961 | Роберт Хофштедтер; Рудольф Людвіг Мессбауер                                | Мелвін Калвін                                              | Георг фон Бекеші                                                 | Іво Андрич                                   | Даг Гаммаршельд                                                                                              | —                                                                       |
| 1962 | Ландау Лев Давидович                                                       | Макс Фердинанд Перуц; Джон Кендрю                          | Френсіс Крік; Джеймс Ватсон; Моріс Вілкінс                       | Джон Стейнбек                                | Лайнус Полінг                                                                                                | —                                                                       |
| 1963 | Юджин Пол Вігнер; Марія Гепперт-Маєр; Ганс Єнсен                           | Карл Ціглер; Джуліо Натта                                  | Джон Еклс; Алан Ходжкін; Ендрю Філдінг Хакслі                    | Гіоргос Сеферіс                              | Міжнародний комітет Червоного Хреста; Міжнародна федерація товариств Червоного Хреста та Червоного Півмісяця | —                                                                       |
| 1964 | Чарлз Хард Таунс; Микола Геннадійович Басов; Олександр Михайлович Прохоров | Дороті Кроуфут Ходжкін                                     | Конрад Блох; Феодор Лінен                                        | Жан-Поль Сартр[D]                            | Мартін Лютер Кінг                                                                                            | —                                                                       |
| 1965 | Синітіро Томонага; Джуліан Швінгер; Річард Філіпс Фейнман                  | Роберт Бернс Вудворд                                       | Франсуа Жакоб; Андре Львов; Жак Моно                             | Шолохов Михайло Олександрович                | Дитячий фонд ООН                                                                                             | —                                                                       |
| 1966 | Альфред Кастлер                                                            | Роберт Сандерсон Маллікен                                  | Френсіс Пейтон Раус; Чарлз Брентон Хаггінс                       | Шмуель Йосеф Аґнон; Неллі Закс               | — | —                                                                       |
| 1967 | Ганс Бете                                                                  | Манфред Ейген; Роналд Джордж Рейфорд Норріш; Джордж Портер | Рагнар Граніт; Кеффер Хартлайн; Валд Георг                       | Міґель Анхель Астуріас                       | — | —                                                                       |
| 1968 | Луїс Волтер Альварес                                                       | Ларс Онсагер                                               | Роберт Вільям Голлі; Гар Ґобінд Хорана; Маршалл Воррен Ніренберг | Кавабата Ясунарі                             | Рене Кассен                                                                                                  | —                                                                       |
| 1969 | Маррі Гелл-Манн                                                            | Дерек Харолд Річард Бартон; Одд Хассель                    | Макс Дельбрюк; Алфред Херші; Сальвадор Лурія                     | Семюел Беккет                                | Міжнародна організація праці                                                                                 | Рагнар Фріш; Ян Тінберген                                               |
| 1970 | Ганнес Альфвен; Луї Неель                                                  | Луїс Федеріко Лелуар                                       | Джуліус Аксельрод; Ульф фон Ейлер; Бернард Кац                   | Солженіцин Олександр Ісайович                | Норман Борлоуг                                                                                               | Пол Самуельсон                                                          |
| 1971 | Денніс Габор                                                               | Герхард Герцберг                                           | Ерл Сазерленд                                                    | Пабло Неруда                                 | Віллі Брандт                                                                                                 | Саймон Кузнець                                                          |
| 1972 | Джон Бардін; Леон Купер; Джон Роберт Шріффер                               | Крістіан Бемер Анфінсен; Станфорд Мур; Вільям Говард Стайн | Джералд Едельман; Родні Портер                                   | Генріх Белль                                 | — | Джон Хікс; Кеннет Ерроу                                                 |
| 1973 | Лео Есакі; Айвар Джайєвер; Брайан Девід Джозефсон                          | Ернст Отто Фішер; Джефрі Вілкінсон                         | Карл Фріш; Конрад Лоренц; Ніколас Тінберген                      | Патрік Вайт                                  | Генрі Кіссинджер; Ле Дих Тхо[E]                                                                              | Леонтьєв Василь Васильович                                              |
| 1974 | Мартін Райл; Ентоні Хьюіш                                                  | Пол Джон Флорі                                             | Альберт Клод; Кристіан де Дюв; Джордж Паладе                     | Ейвінд Юнсон; Гаррі Мартінсон                | Шон Макбрайд; Сато Ейсаку                                                                                    | Гуннар Мюрдаль; Фрідріх фон Гаєк                                        |
| 1975 | Оге Нільс Бор; Бен Рой Моттельсон; Лео Джеймс Рейнуотер                    | Джон Корнфорт; Владимир Прелог                             | Девід Балтімор; Ренато Дульбекко; Говард Темін                   | Еудженіо Монтале                             | Сахаров Андрій Дмитрович                                                                                     | Канторович Леонід Віталійович; Т'ялінг Купманс                          |
| 1976 | Бертон Ріхтер; Семюел Тінг                                                 | Вільям Нанн Ліпскомб                                       | Барух Бламберг; Деніел Карлтон Ґайдузек                          | Сол Беллоу                                   | Бетті Вільямс; Мейрид Корріґан                                                                               | Мілтон Фрідман                                                          |
| 1977 | Філіп Андерсон; Невілл Френсіс Мотт; Джон ван Флек                         | Пригожин Ілля Романович                                    | Роже Гіймен; Шаллі Ендрю Віктор; Розалін Сасмен Ялоу             | Вісенте Алейксандре                          | Міжнародна амністія                                                                                          | Бертіл Олін; Джеймс Мід                                                 |
| 1978 | Капіца Петро Леонідович; Арно Аллан Пензіас; Роберт Вудро Вільсон          | Пітер Денніс Мітчелл                                       | Вернер Арбер; Даніел Натанс; Гамілтон Сміт                       | Зінґер Ісаак Башевіс                         | Анвар Садат; Менахем Бегін                                                                                   | Герберт Саймон                                                          |
| 1979 | Шелдон Лі Ґлешоу; Абдус Салам; Вайнберг Стівен                             | Герберт Чарлз Браун; Георг Віттіг                          | Аллан Кормак; Годфрі Хаунсфілд                                   | Одісеас Елітіс                               | Мати Тереза                                                                                                  | Теодор Шульц; Артур Льюїс                                               |
| 1980 | Джеймс Вотсон Кронін; Вал Логсден Фітч                                     | Пол Берг; Волтер Гілберт; Фредерик Сенгер                  | Барух Бенасерраф; Жан Доссе; Джордж Снелл                        | Чеслав Мілош                                 | Адольфо Перес Есківель                                                                                       | Лоуренс Клейн                                                           |
| 1981 | Ніколас Бломберген; Артур Леонард Шавлов; Кай Сігбан                       | Фукуі Кен'іті; Роалд Гоффман                               | Роджер Сперрі; Девід Хантер Х'юбел; Торстен Візел                | Еліас Канетті                                | Управління Верховного комісара ООН у справах біженців                                                        | Джеймс Тобін                                                            |
| 1982 | Кеннет Геддес Вільсон                                                      | Аарон Клуг                                                 | Суне Бергстрем; Бенгт Самуельсон; Джон Роберт Вейн               | Ґабрієль Ґарсія Маркес                       | Альва Мюрдаль; Альфонсо Гарсія Роблес                                                                        | Джордж Стіглер                                                          |
| 1983 | Субрахманьян Чандрасекар; Вільям Фаулер                                    | Генрі Таубе                                                | Барбара Мак-Клінток                                              | Вільям Голдінг                               | Лех Валенса                                                                                                  | Жерар Дебре                                                             |
| 1984 | Руббіа Карло; Симон ван дер Мер                                            | Роберт Брюс Мерріфілд                                      | Нільс Єрне; Жорж Келер; Сезар Мільштейн                          | Ярослав Сайферт                              | Десмонд Туту                                                                                                 | Річард Стоун                                                            |
| 1985 | Клаус фон Клітцинг                                                         | Герберт Аарон Гауптман; Джером Карлі                       | Майкл Стюарт Браун; Джозеф Леонард Голдштейн                     | Клод Сімон                                   | Лікарі світу за запобігання ядерної війни                                                                    | Франко Модільяні                                                        |
| 1986 | Ернст Руска; Герд Бінніг; Генріх Рорер                                     | Дадлі Роберт Хершбах; Ян Лі; Джон Чарлз Полані             | Стенлі Коен; Рита Леві-Монтальчіні                               | Воле Шоїнка                                  | Елі Візель                                                                                                   | Джеймс М. Б'юкенен                                                      |
| 1987 | Георг Беднорц; Александр Мюллер                                            | Дональд Джеймс Крам; Жан Марі Льон; Чарлз Педерсен         | Судзумі Тонегава                                                 | Бродський Йосип Олександрович                | Оскар Аріас                                                                                                  | Роберт Солоу                                                            |
| 1988 | Леон Ледерман; Мелвін Шварц; Джек Стейнбергер                              | Іоганн Дайзенхофер; Роберт Хубер; Хартмут Міхель           | Джеймс Вайт Блек; Гертруда Белл Елайон; Джордж Гітчінгс          | Нагіб Махфуз                                 | Миротворчі сили ООН                                                                                          | Моріс Алле                                                              |
| 1989 | Норман Рамзей; Ганс Георг Демельт; Вольфганг Пауль                         | Сідней Олтмен; Томас Роберт Чек                            | Джон Майкл Бішоп; Гаролд Вармус                                  | Каміло Хосе Села                             | Далай-лама XIV                                                                                               | Трюґве Маґнус Гаавельмо                                                 |
| 1990 | Джером Фрідман; Генрі Кендалл; Річард Тейлор                               | Елайс Джеймс Корі                                          | Джозеф Маррі; Едвард Томас                                       | Октавіо Пас                                  | Горбачов Михайло Сергійович                                                                                  | Гаррі Марковіц; Мертон Міллер; Вільям Шарп                              |
| 1991 | П'єр Жиль де Жен                                                           | Ріхард Ернст                                               | Ервін Неер; Берт Закман                                          | Надін Гордімер                               | Аун Сан Су Чжі                                                                                               | Рональд Коуз                                                            |
| 1992 | Харпак Георгій                                                             | Рудольф Маркус                                             | Едмонд Фішер; Едвін Кребс                                        | Дерек Волкотт                                | Менчу Рігоберта                                                                                              | Гері Беккер                                                             |
| 1993 | Рассел Халс; Джозеф Тейлор мол.                                            | Кері Малліс; Майкл Сміт                                    | Річард Робертс; Філліп Шарп                                      | Тоні Моррісон                                | Нельсон Мандела; Фредерік Вільгельм де Клерк                                                                 | Роберт Фогель; Дуглас Норт                                              |
| 1994 | Бертрам Брокхауз; Кліффорд Шалл                                            | Джордж Ола                                                 | Альфред Гілман; Мартін Родбелл                                   | Ое Кендзабуро                                | Ясір Арафат; Шимон Перес; Іцхак Рабін                                                                        | Джон Харсані; Джон Форбс Неш; Райнхард Зелтен                           |
| 1995 | Мартін Перл; Фредерік Райнес                                               | Пауль Крутцен; Маріо Моліна; Шервуд Роуланд                | Едвард Льюїс; Крістіана Нюсляйн-Фольгард; Ерік Вішаус            | Шеймас Гіні                                  | Юзеф Ротблат; Пагвошський рух учених                                                                         | Роберт Лукас мол.                                                       |
| 1996 | Девід Лі; Дуглас Ошеров; Роберт Ричардсон                                  | Роберт Керл; Гаролд Крото; Річард Смолі                    | Пітер Догерті; Рольф Цинкернагель                                | Віслава Шимборська                           | Карлуш Феліпе Шіменеш Белу; Хосе Рамос-Орта                                                                  | Джеймс Міррліс; Вільям Вікрі                                            |
| 1997 | Стівен Чу; Клод Коен-Таннуджи; Вільям Філіпс                               | Пол Бойєр; Джон Вокер; Єнс Крістіан Скоу                   | Стенлі Прузінер                                                  | Даріо Фо                                     | Міжнародний рух за заборону протипіхотних мін; Джоді Вільямс                                                 | Роберт Кінг Мертон; Майрон Шоулз                                        |
| 1998 | Роберт Лафлін; Горст Штермер; Денієл Цуї                                   | Волтер Кон; Джон Попл                                      | Роберт Ферчготт; Луїс Ігнаро; Ферід Мурад                        | Жозе Сарамаґо                                | Джон Г'юм; Девід Трімбл                                                                                      | Амартія Кумар Сен                                                       |
| 1999 | Герард 'т Хоофт; Мартін Вельтман                                           | Ахмед Хассан Зевейл                                        | Гюнтер Блобель                                                   | Гюнтер Грасс                                 | Лікарі без кордонів                                                                                          | Роберт Манделл                                                          |
| 2000 | Алфьоров Жорес Іванович; Герберт Кремер; Джек Кілбі                        | Алан Хігер; Алан Мак-Діармід; Хідекі Сіракава              | Арвід Карлсон; Пол Грінгард; Ерік Кендел                         | Ґао Сінцзянь                                 | Кім Де Чжун                                                                                                  | Джеймс Хекман; Деніел Макфадден                                         |
| 2001 | Ерік Корнелл; Вольфганг Кеттерле; Карл Віман                               | Вільям Ноулз; Ріоджі Нойорі; Баррі Шарплесс                | Леланд Гартвелл; Тимоті Хант; Пол Нерс                           | Відьядхар Сураджпрасад Найпол                | Організація Об'єднаних Націй; Кофі Аннан                                                                     | Джордж Акерлоф; Майкл Спенс; Джозеф Стігліц                             |
| 2002 | Раймонд Девіс молодший; Масатосі Косіба; Ріккардо Джакконі                 | Джон Фенн; Танака Коїті; Курт Вютріх                       | Сідні Бреннер; Роберт Горвиць; Джон Салстон                      | Імре Кертес                                  | Джиммі Картер                                                                                                | Деніел Канеман; Сміт Вернон                                             |
| 2003 | Олексій Олексійович Абрикосов; Гінзбург Віталій Лазарович; Ентоні Леггет   | Пітер Егр; Родерік Маккінон                                | Пол Лотербур; Пітер Менсфілд                                     | Джон Максвелл Кутзее                         | Ширін Ебаді                                                                                                  | Роберт Енгл; Клайв Гренджер                                             |
| 2004 | Девід Гросс; Девід Політцер; Френк Вільчек                                 | Агарон Чехановер; Аврагам Гершко; Ірвін Роуз               | Річард Ексел; Лінда Бак                                          | Ельфріда Єлінек                              | Маатаї Вангарі                                                                                               | Фінн Кідланд; Едвард Прескотт                                           |
| 2005 | Рой Глаубер; Джон Голл; Теодор Генш                                        | Ів Шовен; Роберт Граббс; Річард Шрок                       | Баррі Джеймс Маршалл; Робін Воррен                               | Гарольд Пінтер                               | МАГАТЕ; Мухаммед аль-Барадаї                                                                                 | Ісраель Ауманн; Томас Шеллінг                                           |
| 2006 | Джон Матер; Джордж Смут                                                    | Роджер Девід Корнберг                                      | Ендрю Фаєр; Крейґ Мелло                                          | Орхан Памук                                  | Мохаммад Юнус; Грамін Банк                                                                                   | Едмунд Фелпс                                                            |
| 2007 | Альбер Фер; Петер Грюнберг                                                 | Ґергард Ертль                                              | Маріо Капеччі; Мартін Еванс; Олівер Смітіз                       | Доріс Лессінг                                | Міжнародна група експертів з питань змін клімату; Альберт Ґор                                                | Леонід Гурвич; Ерік Мескін; Роджер Майєрсон                             |
| 2008 | Йоїчіро Намбу; Макото Кобаясі; Масукава Тосіхіде                           | Сімомура Осаму; Мартін Чалфі; Роджер Цянь                  | Гаральд цур Гаузен; Франсуаза Барр-Сінуссі; Люк Монтаньє         | Жан-Марі Гюстав Ле Клезіо                    | Мартті Ахтісаарі                                                                                             | Пол Кругман                                                             |
| 2009 | Чарлз Куен Као; Віллард Бойл; Джордж Сміт                                  | Венкатараман Рамакрішнан; Томас Стейц; Ада Йонат           | Елізабет Блекбурн; Керол Грейдер; Джек Шостак                    | Герта Мюллер                                 | Барак Обама                                                                                                  | Елінор Остром; Олівер Вільямсон                                         |
| 2010 | Гейм Андрій Костянтинович; Новоселов Костянтин Сергійович                  | Річард Хек; Еїті Негісі; Акіра Судзукі                     | Роберт Едвардс                                                   | Маріо Варґас Льйоса                          | Лю Сяобо[F]                                                                                                  | Пітер Артур Даймонд, Дейл Томас Мортенсен, Крістофер Антоніо Піссарідес |
| 2011 | Сол Перлматтер; Браян П. Шмідт; Адам Рісс                                  | Даніель Шехтман                                            | Жуль Гоффман; Брюс Бетлер; Ральф Стейнман                        | Томас Транстремер                            | Елен Джонсон-Серліф; Лейма Гбові; Тавакуль Карман                                                            | Томас Сарджент; Крістофер Сімс                                          |
| 2012 | Серж Арош; Девід Вайнленд                                                  | Роберт Лефковіц; Браян Кобилка                             | Джон Гердон; Яманака Шін'я                                       | Мо Янь                                       | Європейський союз                                                                                            | Елвін Рот; Ллойд Шеплі                                                  |
| 2013 | Франсуа Англер; Пітер Хіггс                                                | Мартін Карплус; Майкл Левітт; Арі Варшель                  | Джеймс Ротман; Ренді Шекман; Томас Зюдгоф                        | Еліс Манро                                   | Організація із заборони хімічної зброї                                                                       | Юджин Фама; Ларс Петер Гансен; Роберт Шиллер                            |
| 2014 | Акасакі Ісаму; Амано Хіроші; Шюджі Накамура                                | Ерік Бетциґ; Штефан Гелль; Вільям Мернер                   | Едвард Мозер; Мей-Бритт Мозер; Джон О'Кіф                        | Патрік Модіано                               | Кайлаш Сат'ярті; Малала Юсафзай                                                                              | Жан Тіроль                                                              |
| 2015 | Артур Макдональд; Такаакі Кадзіта                                          | Томас Ліндаль; Пол Модрич; Азіз Санджар                    | Вільям Кемпбелл; Сатосі Омура; Юю Ту                             | Світлана Алексієвич                          | Квартет національного діалогу Тунісу                                                                         | Ангус Дітон                                                             |
| 2016 | Девід Таулесс; Данкан Галдейн; Джон Костерліц                              | Жан-П'єр Соваж; Фрейзер Стоддарт; Бернард Ферінга          | Йосінорі Осумі                                                   | Боб Ділан                                    | Хуан Мануель Сантос                                                                                          | Олівер Гарт; Бенгт Гольстрем                                            |
| 2017 | Райнер Вайс; Беррі Беріш; Кіп Торн                                         | Жак Дюбоше; Жак Дюбоше; Річард Гендерсон                   | Джеффрі Голл; Майкл Росбаш; Майкл Янг                            | Кадзуо Ішіґуро                               | Міжнародна кампанія із заборони ядерної зброї                                                                | Річард Тейлер                                                           |
| 2018 | Артур Ешкін; Жерар Муру; Донна Стрікленд                                   | Френсіс Арнольд; Джордж Сміт; Грегорі Вінтер               | Джеймс Еллісон; Хондзьо Тасуку                                   | Ольга Токарчук                               | Деніс Муквеге; Надія Мурад                                                                                   | Вільям Нордгауз; Пол Ромер                                              |
| 2019 | Джеймс Піблс; Мішель Майор; Дідьє Кело                                     | Джон Гудінаф; Стенлі Віттінгем; Йосіно Акіра               | Вільям Келін; Пітер Реткліфф; Грег Семенза                       | Петер Гандке                                 | Абій Ахмед Алі                                                                                               | Абхіджит Банерджі; Естер Дюфло; Майкл Кремер                            |
| 2020 | Роджер Пенроуз; Райнгард Ґенцель; Андреа Ґез                               | Емманюель Шарпантьє; Дженніфер Дудна                       | Гарві Джеймс Альтер; Майкл Гоутен; Чарльз Райс                   | Луїза Глюк                                   | Світова продовольча програма                                                                                 | Пол Мілгром; Роберт Вілсон                                              |
| 2021 | Клаус Гассельманн; Сюкуро Манабе; Джорджо Паризі                           | Беньямін Ліст; Девід Макміллан                             | Девід Джуліус; Ардем Патапутян                                   | Абдулразак Гурна                             | Марія Ресса; Дмитро Муратов                                                                                  | Девід Кард; Джошуа Ангріст; Гвідо Імбенс                                |
| 2022 | Ален Аспе; Антон Цайлінґер; Джон Клаузер                                   | Каролін Бертоцці; Мортен Мелдал; Баррі Шарплесс            | Сванте Паабо                                                     | Анні Ерно                                    | Олесь Біляцький; Меморіал; Центр громадянських свобод                                                        | Бен Бернанке; Філіп Дибвіг; Дуглас Даймонд                              |
| 2023 | П'єр Агостіні; Ференц Краус; Анн Л'Юйє                                     | Муні Бавенді; Луїс Брюс; Олексій Єкімов                    | Каталін Каріко; Дрю Вайсман                                      | Йон Фоссе                                    | Наргес Мохаммаді                                                                                             | Клаудія Голдін                                                          |
| 2024 | Джон Гопфілд; Джефрі Гінтон                                                | Девід Бейкер; Деміс Гассабіс; Джон Джампер                 | Віктор Амброс; Гері Равкан                                       | Хан Канг                                     | Японська конфедерація організацій постраждалих від ядерної і термоядерної зброї                              | Дарон Аджемоглу; Саймон Джонсон; Джеймс Робінсон                        |
| Рік  | Фізика                                                                     | Хімія                                                      | Фізіологія медицина                                              | Література                                   | Миру | Економіка                                                               |